# 曼努埃爾安托尼奧梅索內斯穆羅區
6°38′40″S 79°44′21″W / 6.6445°S 79.7392°W
曼努埃爾安托尼奧梅索內斯穆羅區（西班牙語：Distrito de Manuel Antonio Mesones Muro），是秘魯的一個區，位於該國西北部蘭巴耶克大區的費雷尼亞費省，始建於1951年2月17日，面積200.6平方公里，海拔高度62米，2005年人口4,211，人口密度每平方公里21人。